# Emanuel Teodósio de La Tour de Auvérnia, Duque de Bulhão
Emanuel Teodósio de La Tour de Auvérnia, Duque de Bulhão (em francês:  Emmanuel-Théodose de La Tour d'Auvergne, 1668 – abril 1730), foi um nobre francês, duque soberano de Bulhão de 1721 a 1730 e Copeiro-Mor de França (Grand chambellan de France) de 1715 à 1728 sob o reinado de Luís XV.

## Biografia
Fiho mais novo de Godofredo Maurício de La Tour de Auvérnia e de Maria Ana Mancini. Através de sua mãe era sobrinho-neto do Cardeal Mazarino.
Era também parente de duas conhecidas individualidades: era sobrinho de Emanuel Teodósio, Cardeal de Bulhão (em honra de quem fora batizado) e sobrinho-neto do famoso Visconde de Turenne.
Torna-se o herdeiro do património da família em 1692 com a morte do seu irmão mais velho Luís Carlos de La Tour de Auvérnia.
Par de França, ele detinha os títulos de duque soberano de Bulhão, duque de Albret, duque de Château-Thierry, conde de Montfort, conde de Nègrepelisse, conde de Auvérnia, conde de Évreux, conde de Beaumont-le-Roger, visconde de Turenne, visconde de Castillon, visconde de Lanquais, barão de Montgascon e barão de Limeuil.

## Casamentos e descendência
O duque Emanuel Teodósio, casa-se quatro vezes:

(1) em 1696, com Maria Armanda de La Trémoille (1677-1717), filha de Carlos de La Trémoille, de quem tem 7 filhos:
- Armanda (Armande) (1697-1717), que casa em 1716, Luís de Melun, Duque de Joyeuse;
- Maria Madalena (Marie-Madeleine) (1698-1699) ;
- X (1699-1699) ;
- Godofredo Maurício (Godefroid-Maurice) (1701-1705) ;
- Frederico Maurício Casimiro (Frédéric-Maurice-Casimir) (1702-1723), que casa em 1723 Maria Carolina Sobieska, neta do rei João III da Polónia;
- Maria Hotência (Marie-Hortense) (1704-1725), que casa Carlos Armando Renato de La Trémoille;
- Carlos Godofredo (Charles-Godefroy) (1706-1771), duque de Bulhão, que em 1724 casa com a sua cunhada Maria Carolina Sobieska, viúva de seu irmão e neta do rei João III Sobieski ;

(2) em janeiro de 1718 casou pela segunda vez com Luísa Francisca, filha de Luís Francisco Maria Le Tellier de Barbezieux e de Maria Teresa d'Alègre, de quem teve um filho:
- Godofredo Girault (Godefroid-Girault) (1719-1732), conde de Auvérnia, duque de Château-Thierry ;

(3) em 1720 casou pela terceira vez com Ana Maria Cristina de Simiane, filha de Francisco Simiane, conde de Moncha, de quem tem uma filha:
- Ana Maria Luísa (Anne-Marie-Louise) (1722-1739), que casa em 1734 com Carlos de Rohan-Soubise;

(4) em 1725 casa pela última vez com Luísa Henriqueta de Lorena, filha de José de  Lorena, Conde de Harcourt (1679-1739), de quem tem uma filha;
- Maria Sofia Carlora (Marie-Sophie-Charlotte) (1729-1763), que casa com Carlos Justo de Beauvau-Craon.

Um boato atribuía a Luísa Henriqueta de Lorena a morte da sua rival, a comediante Adrienne Lecouvreur. Mas na autópsia não é detetado qualquer indício de veneno no corpo da vítima.